# Zeilah

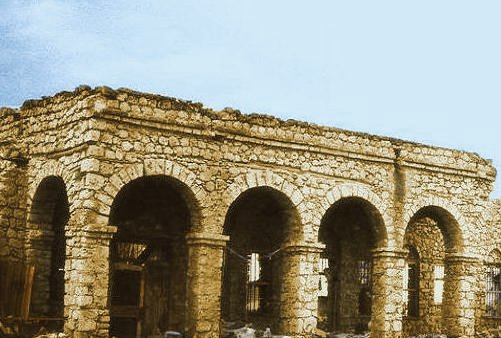
Zeilah

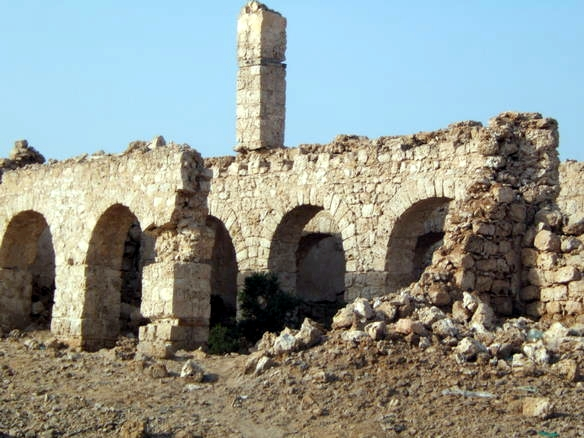
Ruines, Zeilah

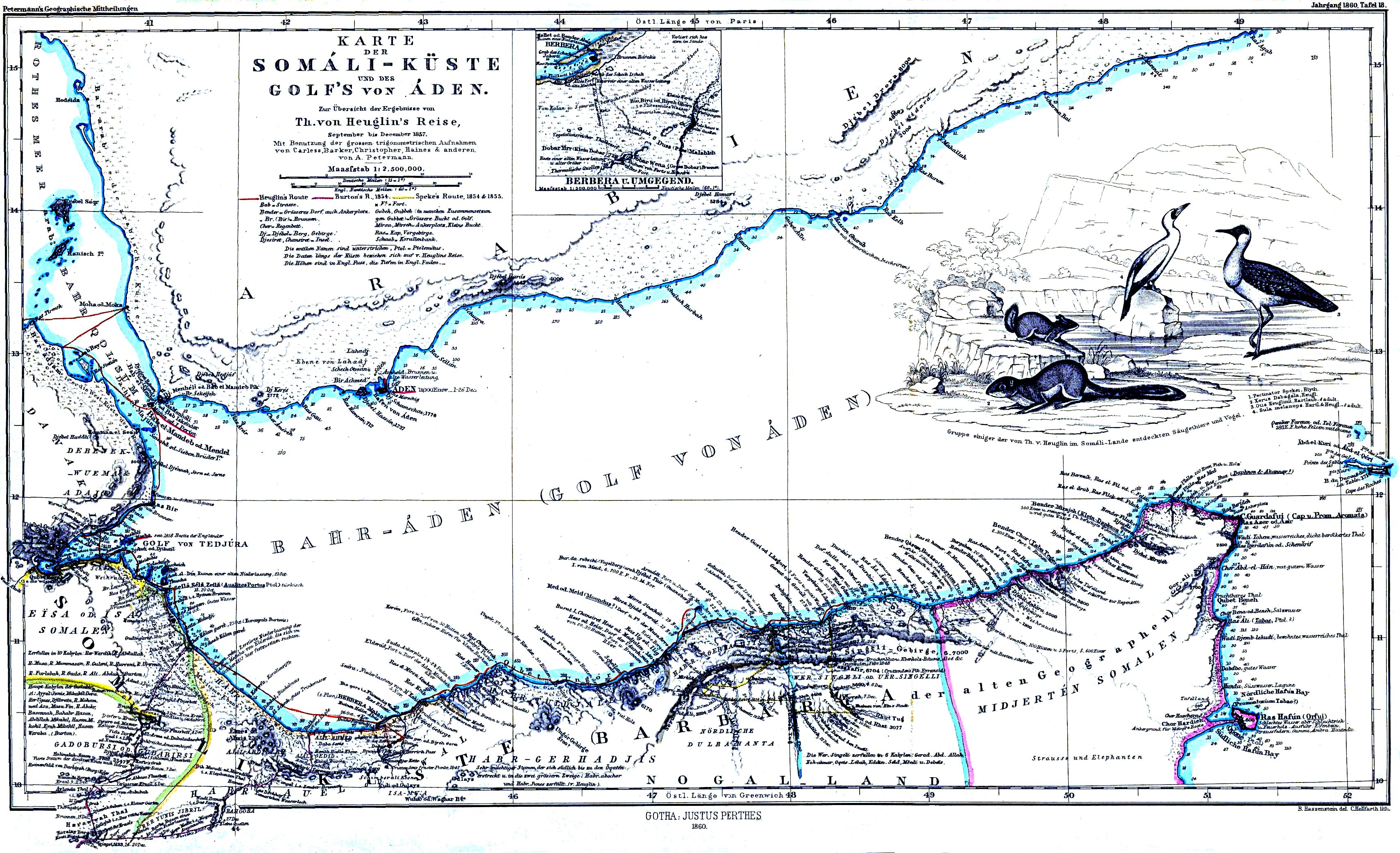
Carte allemande de 1860

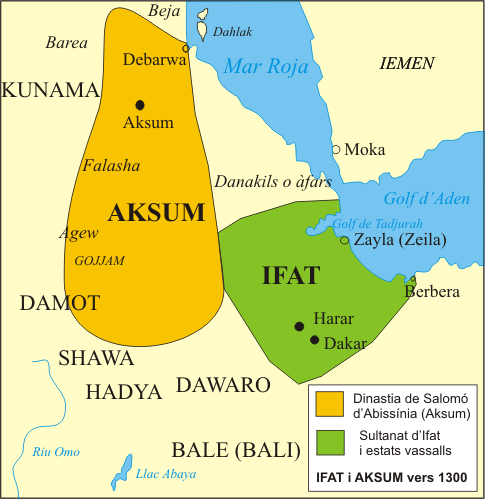
Le sultanat d'Ifat (1285-1415)

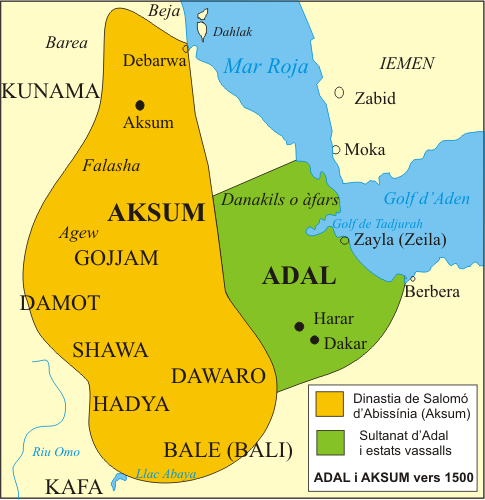
Le sultanat d'Adal vers 1500

La Province d'Égypte vers 1840

Zeilah ou Zeila ou Zaila, (somali : Saylac, arabe : زيلع), est une ville portuaire de Somalie située dans le Nord du Salal (région principalement habitée par les somalis),  au bord du golfe d'Aden, non loin du débouché méridional du golfe de Tadjoura. C'est la principale ville de la région de Salal, au Somaliland, État qui occupe le territoire de l'ancienne Somalie britannique sans être reconnu par les institutions internationales.
Dans l'Antiquité, cette ville correspondait au port antique des Avalites décrit dans le Periplus maris Erythraei (récit gréco-romain du Ier siècle) située dans la région historique du nord de Barbara. Au VIIe siècle la ville a évolué en un centre islamique précoce. La mosquée Al-Qiblatayn de Zeila, une des plus anciennes mosquées du monde, aurait été construite entre 620 et 630. Au IXe siècle, Zeila était la capitale des Issa ville de Sheikh Issa , Sultanat d'Ifat, et un port important pour son état successeur, il atteindrait son apogée de prospérité quelques siècles plus tard au XVIe siècle. La ville est ensuite tombée sous la protection ottomane au XVIIIe siècle
La ville de Zeila est habitée principalement et historiquement par le clan somali Issa 

## Histoire
Zeilah a été identifiée avec la cité antique d'Avalites.
La ville portuaire aurait été islamisée dès le début de l'histoire de l'islam.
Elle apparaît ensuite en 891 sous la plume du géographe Ya'qubi qui la mentionne dans son Kitab al-Balden (« Le Livre des pays »), puis par Al-Mas'ûdî vers 935 et Ibn Hawqal en 988.
On pense également que Marco Polo se réfère à Zeilah (alors capitale d'Adal) quand il décrit comment le « sultan d'Adal » captura un évêque d'Éthiopie voyageant à travers ses États, tenta de le convertir de force, et le circoncit selon les pratiques musulmanes. Cet affront provoqua la levée d'une armée par le Négus et la prise de la capitale du sultan.
Le voyageur Ibn Battûta visite Zeilah vers 1331. Impressionné par cette ville, il écrit qu'elle est « la plus sale au monde, la plus laide et la plus puante. L'odeur nauséabonde qui s'en dégage vient du grand nombre de poissons qu'on y consomme et du sang des chameaux qu'on égorge dans les rues. »
Vers cette même époque, Zeilah est sous gouvernance des Somalis qui sont sans doute les fondateurs de cette cité et grand port antique et qui vont bâtir par la suite le sultanat d'Ifat, détruit pour faire place à un célèbre royaume somali, ou sultanat d'Adal qui s’étend de l’Érythrée à l’Éthiopie et jusqu’au nord de la Somalie, dont un célèbre souverain somali, Ahmed Ibn Ibrahim Al-Ghazi, à l’origine de la décapitation de Christophe de Gama et de la défaite du royaume portugais et de l'Abyssinie lors de la guerre adalo-éthiopienne.
Le sultanat d'Adal s’étend à son optimum sur les territoires actuels de Djibouti, du Nord de la Somalie, du Sud de l'Érythrée, et de l'Éthiopie. Il est le successeur du sultanat d'Ifat. Avec Tadjourah, Zeilah est un des principaux débouchés portuaires de la ville d'Harar et des régions d'Asayita et de Choa. Son importance comme port de commerce est confirmée par Al Idrissi et Ibn Saïd, qui décrivent Zeilah comme une ville importante, centre de traite d'esclaves bantous vendus par les marchands Somalis en Somalie, au Moyen-Orient et en Asie.
Les Portugais voulant contrôler la route des Indes orientales attaquent les ports somaliens au XVIe siècle. En 1517, ils incendient Zeilah. Vers 1542-1543 Christophe de Gama mène une expédition en Abyssinie pour repousser les musulmans du sultanat d'Adal, Gama est capturé après la bataille de Wofla et décapité : guerre adalo-éthiopienne (1527-1543).
La conquête ottomane de l'Habesh (en) entraîne la création d'une province ottomane des bords de la Mer Rouge : Habesh (Habeş Eyaleti) (1554–1802 et 1813–1872), à géographie variable, et dont une subdivision est le sandjak de Zeilah.
À partir de 1864, Zeilah est directement occupée par les Ottomans, qui transfèrent leur souveraineté à l'Égypte en 1865 : Province d'Égypte (Egypt Eyalet). C'est de Zeila que part en 1875 l'armée égyptienne qui occupe Harrar.
Zeilah est occupée par les Britanniques dès 1885, et intégrée à la Somalie britannique lors de sa création en 1888, après un conflit de légitimité avec la France. La construction de la voie ferrée de Djibouti à Addis-Abeba au début du XXe siècle et l’exode des Issas vers Djibouti lors de la guerre de la Somalie accélèrent son déclin.
Sa situation géographique est aussi utilisée pour la contrebande d'armes, activité répandue dans le golfe d'Aden et en Somalie, et contre laquelle le gouvernement britannique s'engage en 1909 aux côtés de la France et de l'Italie.